# Road to Hell
Pour plus de détails, voir Fiche technique et Distribution.
Road to Hell est un film américain réalisé par Albert Pyun, sorti en 2012. C'est une suite non officielle du film Les Rues de feu (1984).

## Synopsis
Tom Cody est un ancien sniper qui a perdu toute foi en ce pour quoi il se battait. Il pense qu'il a perdu son âme et qu'il ne pourra la retrouver que s'il retrouve Ellen, son grand amour. Voyageant à travers une sorte de purgatoire surréaliste, il croise la route de deux séduisantes tueuses qui vont s'opposer à lui.

## Fiche technique
- Réalisation : Albert Pyun
- Scénario : Cynthia Curnan
- Photographie : Jim Hagopian et Michael Su
- Montage : Chiba Nobu et Daniel Ray
- Musique : Anthony Riparetti
- Pays de production :  États-Unis
- Langue originale : anglais
- Format : couleur - 2,35:1 - Dolby SR
- Genre : action
- Durée : 87 minutes
- Date de sortie :
  - États-Unis : 28 août 2012 (PollyGrind Film Festival)

## Distribution
- Michael Paré : Tom Cody
- Clare Kramer : Caitlin
- Courtney Peldon (en) : Ashley
- Deborah Van Valkenburgh : Reva
- Roxy Gunn : Ellen dans le rêve
- Joei Fulco : Gabriel
- Chris Reject : DJ Dante
- Paige Lauren Billiot : Honey Dew
- Anita Leeman : Ellen
- Lauren Sutherland : Mc Coy
- Norbert Weisser : l'interrogateur Farnsworth